# Baldvin-csatorna

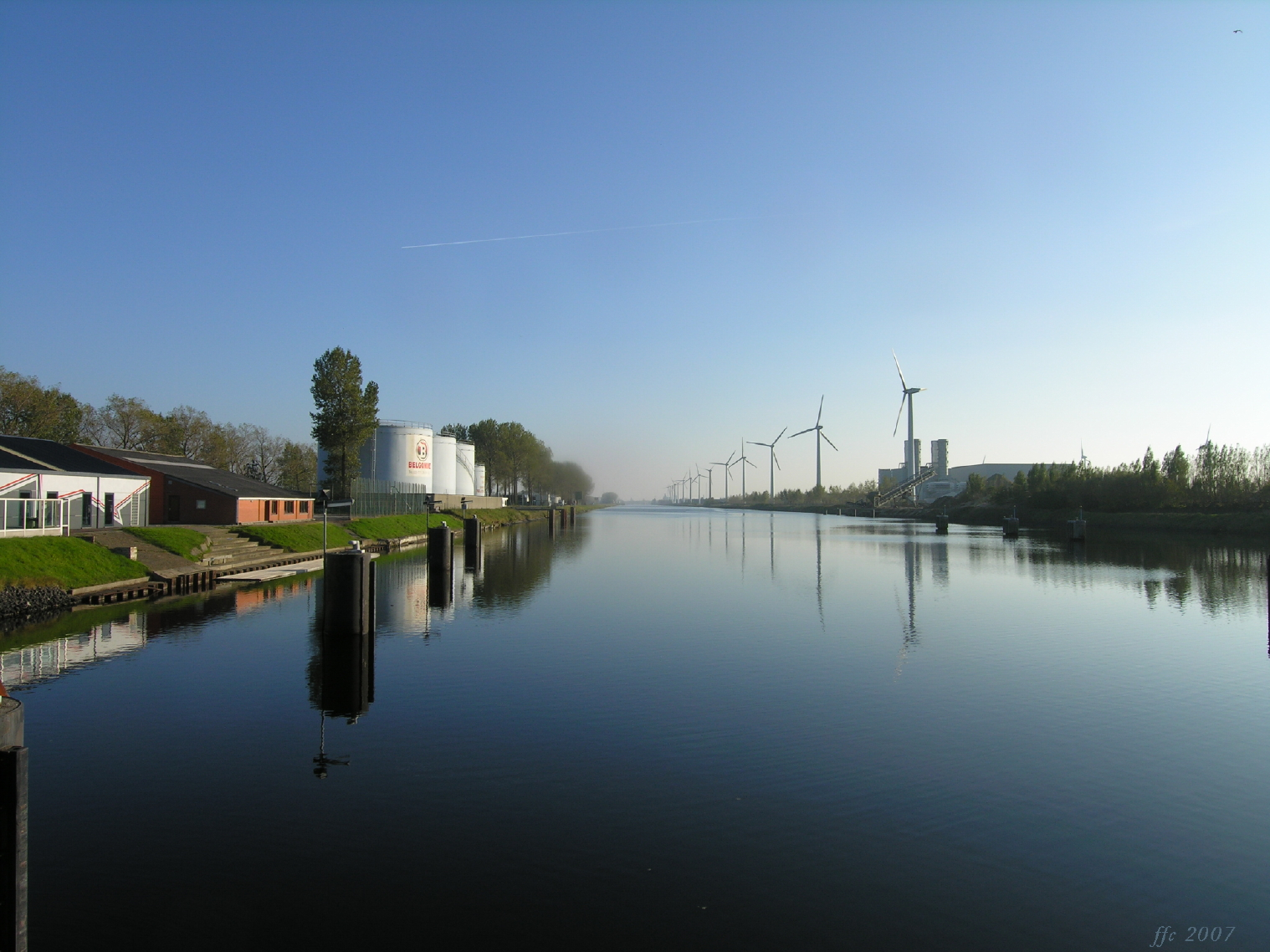
A Baldvin-csatorna Zeebrugge közelében

A Baldvin-csatorna a belgiumi Brugge város tengeri kikötőjét köti össze a 15 km-re lévő Zeebrugge kikötőjével, ezen keresztül pedig az Északi-tengerrel.

## Története
Belgium 1827-ben szakadt el Hollandiától. A XIX. század második felében többször is fagyosra fordult a viszony a szomszédos államok között. Belgium azzal szembesült, hogy egy súlyosabb konfliktus esetén Hollandia képes blokád alá venni a két nagy belga kikötőt (Gentet és Antwerpent), mivel mindkettő csak holland vizeken keresztül megközelíthető. Stratégiai kérdéssé vált egy Hollandiától védett kikötő kialakítása.

Belgium partjaitól 15 kilométernyire fekszik Brugge városa. Brugge a középkor egyik legnagyobb kereskedővárosa volt. A XIV. századtól a városi kereskedelem fokozatosan hanyatlott, a XIX. század végére már a város teljes elnéptelenedésével  számoltak. Auguste de Maere vízépítő mérnök ellenben azt állította, hogy Brugge nagy jövő előtt álló város, mindössze össze kell kötni a várost a tengerrel. Belgium és a város érdekei találkoztak.
1894-ben megszületett a belga kormány és Brugge város egyezsége. Az egyezmény három, önmagában is nagyszabású beruházást 10 éven belüli megvalósítását irányozta elő Brugge területén:
- Új tengerparti város (Zeebrugge, ~Brugge a tengernél) alapítása és egy árapálytól nem védett kikötő építése,
- Egy árapálytól védett belső kikötő építése Zeebruggében,
- Egy 15 km hosszú, tengerjáró hajókkal hajózható csatorna építése Bruggéig, majd egy tengeri kikötő kialakítása a város északi területein.

Az építkezés 1895-ben kezdődött és menetrend szerint 1905-ben fejeződött be. A belső kikötőt és a csatornát egy zsilippárral választották el a tengertől. A más csatornaépítéseknél szokásosnak mondható nagyarányú költségtúllépés itt nem jelentkezett és a határidőket is tartani tudták.
A bruggei városi kikötő kezdetben is alárendelt szerepet játszott tengerparti ikerpárjával szemben. A forgalom sohasem haladta meg az eredetileg tervezett. A zsilipek hamar kicsinek bizonyultak. A csatorna nem elég széles, egyszerre csak egy irányba lehet lehet rajta hajózni.
A bruggei városi kikötő az 1970-es évek óta látványosan hanyatlik. 1980-ban elkészült a zeebruggei kikötő bővítése. Az avatást végző Baldvin király tiszteletére kapta a csatorna mai nevét. A Brugge városi kikötőt azóta gyakorlatilag csak ömlesztett árút szállító hajók használják. Mindössze évi 300 tengeri hajó érkezik Bruggébe a csatornán keresztül, amelyek 1,2 millió tonna árút szállítanak. (Zeebrugge teljesítménye eközben ma már 80 millió tonna fölött jár.)

## Technikai adatok
| Hossz:                | 15 km       |
| A víztükör szélessége | 85-90 méter |
| A hajóút szélessége   | 55 m        |
| Mélység               | 7,8 m       |

|                  | Tengeri zsilip | Tengeri zsilip |
| ---------------- | -------------- | -------------- |
| Kamra hossza     | 165 m          |                |
| Kamra szélessége | 19 m           |                |

| Hajó hossza | Hajó szélessége | Hajó víztükör feletti magassága | Merülés |
| ----------- | --------------- | ------------------------------- | ------- |
| 160 méter   | 25 méter        | Nem megkötött                   | 7 m     |